# Hatting Sogn
Hatting Sogn er et sogn i Horsens Provsti (Århus Stift).
Torsted Sogn blev i 1803 anneks til Hatting Sogn, men i 1900 blev de to selvstændige pastorater. Begge sogne hørte til Hatting Herred i Vejle Amt. De udgjorde Hatting-Torsted sognekommune. Den blev ved kommunalreformen i 1970 indlemmet i Horsens Kommune.
I Hatting Sogn ligger Hatting Kirke.
I sognet findes følgende autoriserede stednavne:
- Eriknauer (bebyggelse, ejerlav)
- Eriknauer Mark (bebyggelse)
- Eriknauer Skovhuse (bebyggelse)
- Hatting (bebyggelse, ejerlav)
- Nørrehåb (bebyggelse)
- Nørremark (bebyggelse)
- Overholm (bebyggelse)
- Præstemark (bebyggelse)
- Rugballe (bebyggelse)
- Sønderhåb (bebyggelse)